# Шлегел, Брэд
Брэд Шлегел (англ. Bradley Wilfred Schlegel; род. 22 июля 1968, Китченер, Онтарио) — канадский профессиональный хоккеист, выступавший на позиции защитника. Рекордсмен национальной сборной по количеству проведенных матчей (304).

## Биография и клубная карьера
Родился в городе Китченер (провинция Онтарио) 22 июля 1968 года, карьеру начал в 1984 году в городской юниорской команде. На драфте НХЛ 1988 года был под общим 144 — м номером выбран американским клубом «Вашингтон Кэпиталз», помимо этого на протяжении короткого периода времени выступал в составе «Калгари Флэймз». В 1995 году Шлегел уехал в Европу, где играл за ряд итальянских и австрийских клубов. В 2007 году спортсмен заявил о своем решении завершить профессиональную карьеру.

## Международная карьера
Шпегел является рекордсменом сборной Канады по количеству проведенных матчей (304). Вместе со сборной, среди прочего, участвовал в зимних Олимпийских играх 1992 и 1994 годов и оба раза завоевывал серебряные медали.

## Личная жизнь
Получал образование в меннонитском колледже Рокуэй в своем родном городе Китченер.